# Titiella signatus
Titiella signatus är en insektsart som beskrevs av Rauno E. Linnavuori 1961. Titiella signatus ingår i släktet Titiella och familjen dvärgstritar. Inga underarter finns listade i Catalogue of Life.